# ブリャチスラフ・ヴァシリコヴィチ (ポロツク公)
ブリャチスラフ・ヴァシリコヴィチ（ベラルーシ語: Брачыслаў Васількавічаў、? - 1241年以降）は、リューリク朝出身者としては最後のポロツク公と考えられる人物である。ヴィテプスク公：1221年頃 - 1232年頃、ポロツク公：1232年 - 1241年以降。

## 経歴
ブリャチスラフについて知られていることは非常に少ない。どうやらポロツク公国のヴィテプスク公家出身であり、おそらく父はヴィテプスク公ヴァシリコ・ブリャチスラヴィチ、母はスモレンスク公ダヴィド・ロスチスラヴィチの娘である。
1221年頃、父の後を継いでヴィテプスク公となり、1232年にはポロツク公となった。1239年のルーシの年代記には、ブリャチスラフの娘・アレクサンドラがアレクサンドル・ネフスキーと結婚した際に、ブリャチスラフの父称についての言及がある。
死亡した年は不明である。

## 妻子
妻の名は不明である。また子供についての史料は矛盾する箇所が多く、正確な情報が知られるのは娘のアレクサンドラのみである。ブリャチスラフの子といわれるのは以下の人物である。
- アレクサンドラ - アレクサンドル・ネフスキーの妻。なお、アレクサンドラは洗礼名である。
- コンスタンチン? - ポロツク公（1264年、1270年頃 - 1290年頃）
- 娘?（名前不明）- ポロツク公タウトヴィラスの妻。
- イジャスラフ?（? - 1264年頃）- ヴィテプスク公（1264年）
- ヴァシリコ?（? - 1297年）- ヴィテプスク公（1264年以降 - 1297年）